# Rosa 'La Sevillana'
'La Sevillana' (el nombre de la obtención registrada de 'MEIgekanu'® ), es un cultivar de rosa que fue conseguido en Francia en 1978 por la rosalista francesa Marie-Louise (Louisette) Meilland.

## Descripción
'La Sevillana' es una rosa moderna cultivar del grupo arbusto Floribunda.
El cultivar procede del cruce de Semillas: ('MEIbrim' x 'Jolie Madame' x 'Zambra'® x 'Zambra'®) y Polen: ('Tropicana' x 'Tropicana') x ('Poppy Flash' x 'Rusticana'®).
Las formas arbustivas del cultivar tienen porte erguido y alcanza de 60 a 120 cm de alto con 150 cm de ancho. Las hojas son de color verde oscuro y brillante.
Sus delicadas flores de color naranja o rojo naranja. Fragancia moderada. Rosa de diámetro medio de 3" 15 pétalos. La flor con forma amplia, semi doble 9 a 16 pétalos, generalmente en flor solitaria. En pequeños grupos, capullos altos centrados. 
Florece en oleadas a lo largo de la temporada. Primavera o verano son las épocas de máxima floración, si se le hacen podas más tarde tiene después floraciones dispersas.

## Origen
El cultivar fue desarrollado en Francia por la prolífica rosalista francesa Marie-Louise (Louisette) Meilland en 1978.
'La Sevillana' es una rosa híbrida tetraploide con ascendentes parentales de Semillas: ('MEIbrim' x 'Jolie Madame' x 'Zambra'® x 'Zambra'®) y Polen: ('Tropicana' x 'Tropicana') x ('Poppy Flash' x 'Rusticana'®).
La obtención fue registrada bajo el nombre cultivar de 'MEIgekanu'® por Marie-Louise (Louisette) Meilland en 1978 y se le dio el nombre comercial de exhibición 'La Sevillana'™.
También se le reconoce por los sinónimos de 'MEIgekanu'®, 'Sevillana'™ (shrub, Meilland, 1982) y 'Sevillana Meidiland'.
- La rosa fue creada por Marie-Louise (Louisette) Meilland en Francia antes de 1978 e introducida en el resto de Francia por "Selection Meilland" en 1978 como 'La Sevillana'.[1]
- La rosa 'La Sevillana' fue introducida en Estados Unidos con la patente "United States - Patent No: PP 6,384  on  8 Nov 1988/Application  on  11 Aug 1986".[1]

Especímenes
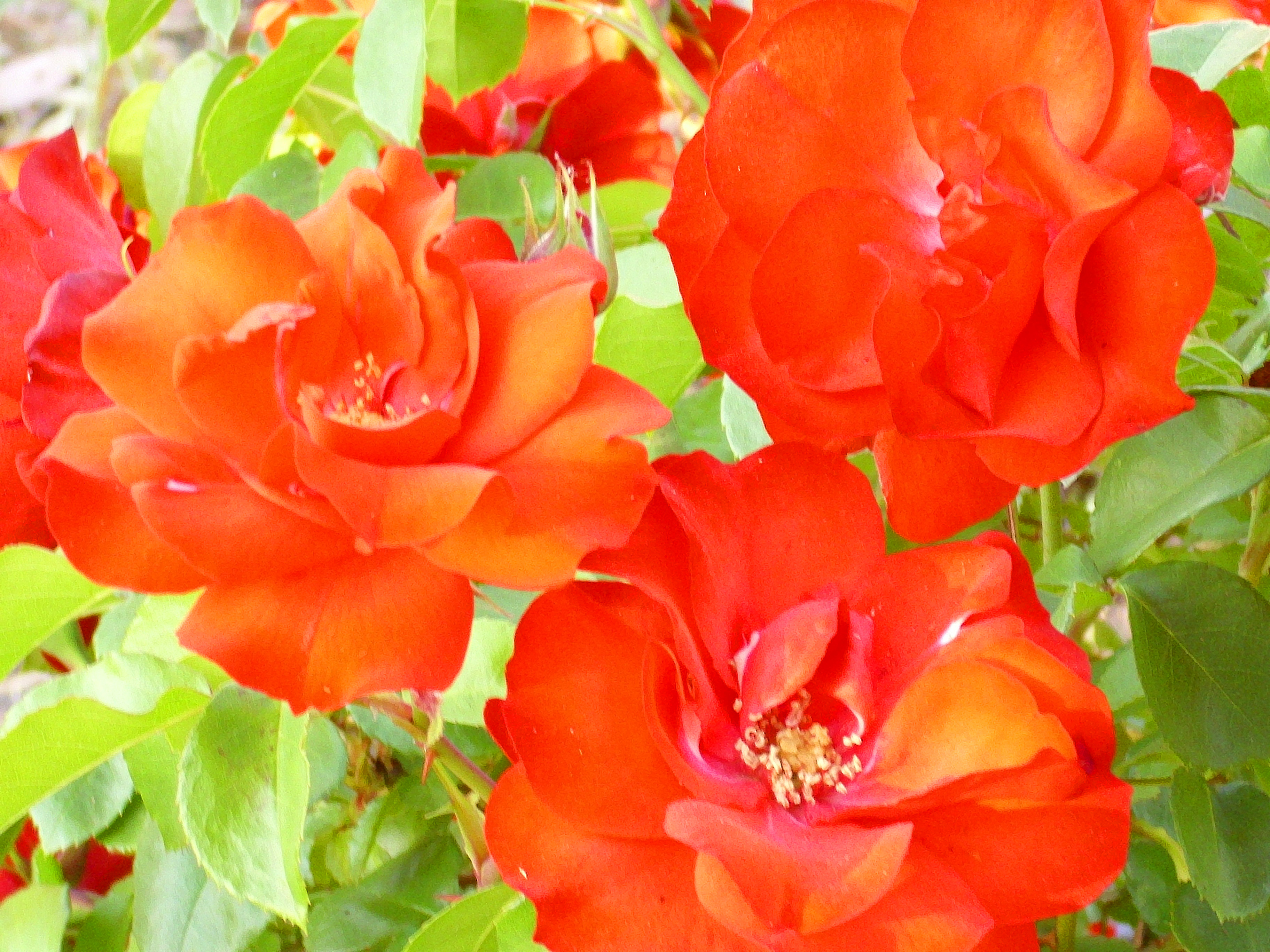
'La Sevillana' en el "Parque del Poblado" de Puertollano.
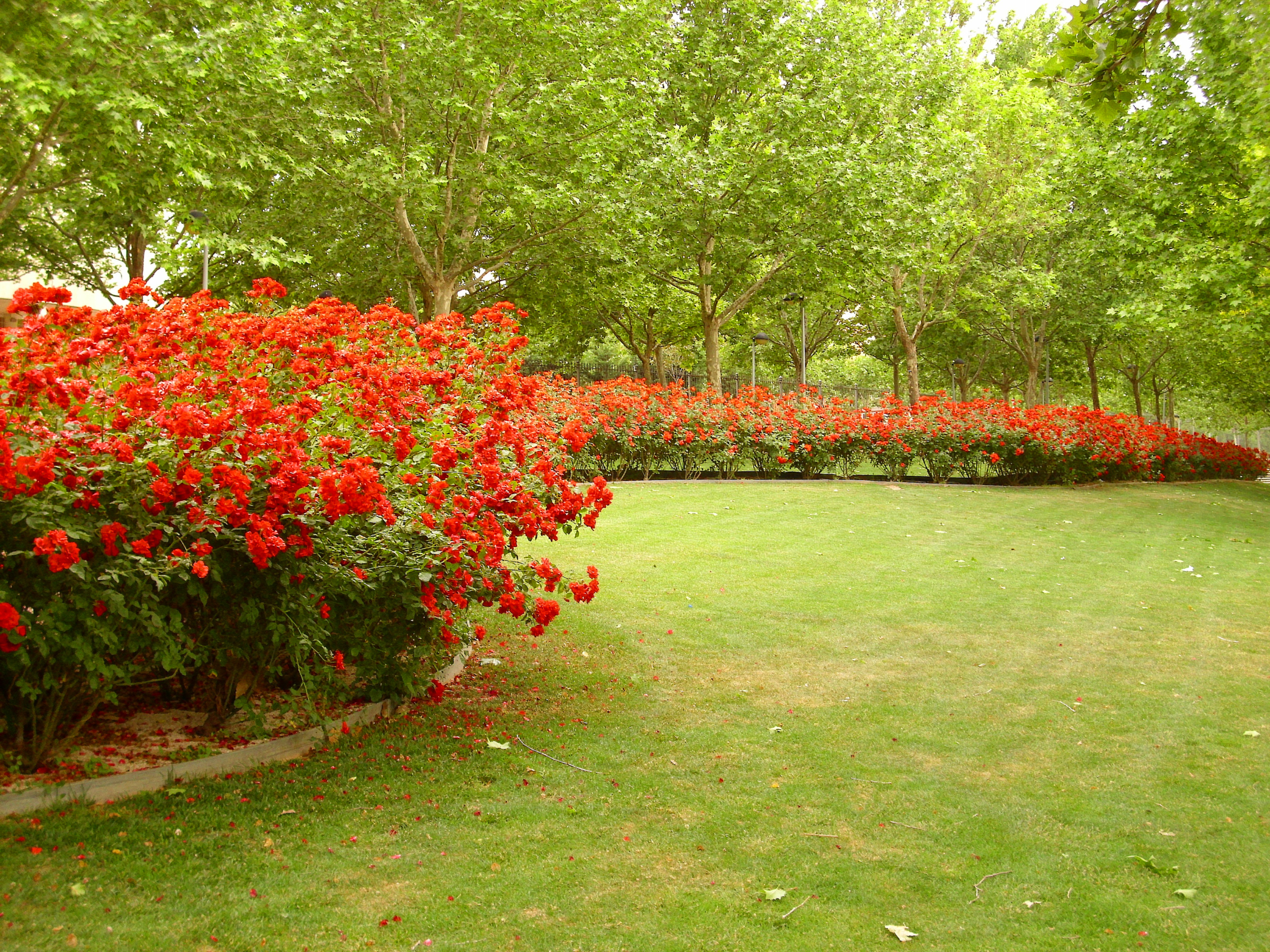
'La Sevillana' en el Parque Gasset (Ciudad Real).
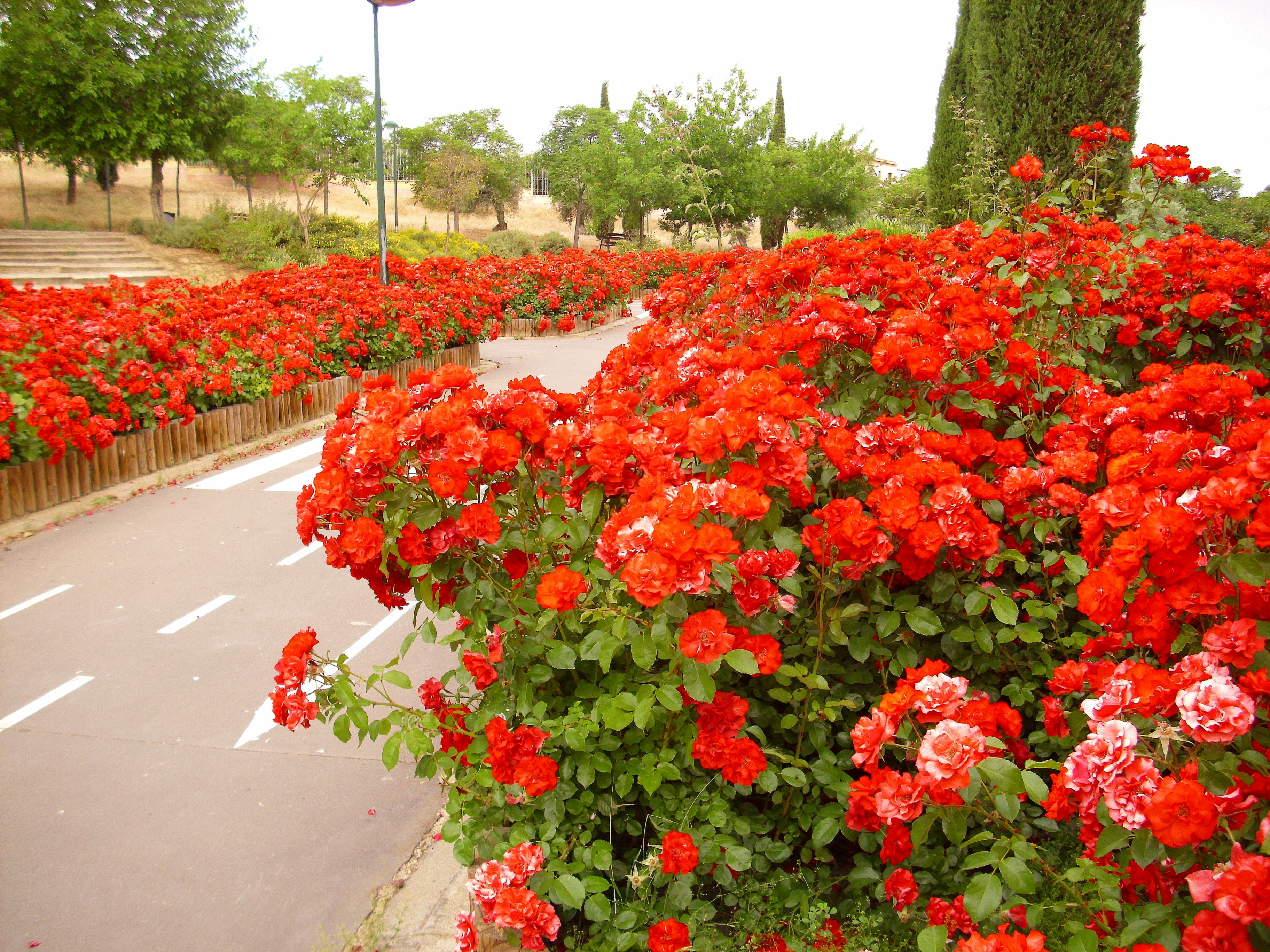
'La Sevillana' en el "Parque de la Rincona" en Puertollano.
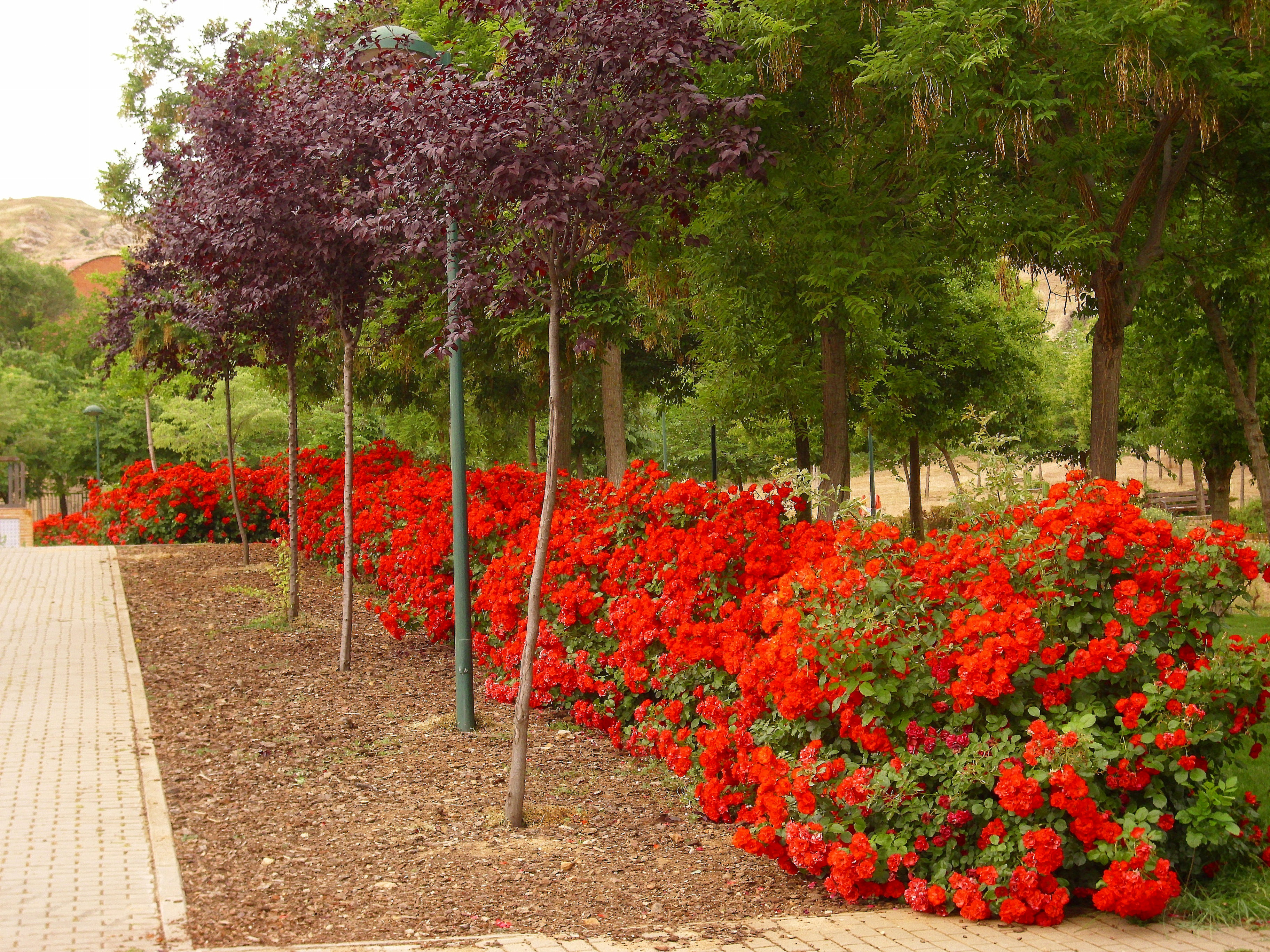
'La Sevillana' en el "Parque de la Rincona" en Puertollano.

## Premios y galardones
- ADR 1979
- AJJH, Prix de la Rose 1980
- Bagatelle 2e Prix 1986

## Cultivo
Aunque las plantas están generalmente libres de enfermedades, es posible que sufran de punto negro en climas más húmedos o en situaciones donde la circulación de aire es limitada.
Las plantas toleran la sombra, a pesar de que se desarrollan mejor a pleno sol. En América del Norte son capaces de ser cultivadas en USDA Hardiness Zones 5b a 9b. La resistencia y la popularidad de la variedad han visto generalizado su uso en cultivos en todo el mundo.
Puede ser utilizado para las flores cortadas, jardín o paisaje. Vigorosa. En la poda de Primavera es conveniente retirar las cañas viejas y madera muerta o enferma y recortar cañas que se cruzan. En climas más cálidos, recortar las cañas que quedan en alrededor de un tercio. En las zonas más frías, probablemente hay que podar un poco más que eso. Requiere protección contra la congelación de las heladas invernales.

## Obtencionesyvariedadesderivadas
Debido a las características deseables de la rosa 'La Sevillana', se ha utilizado como ascendente parental en cruces con otras variedades para conseguir híbridos de nuevas rosas modernas, así:

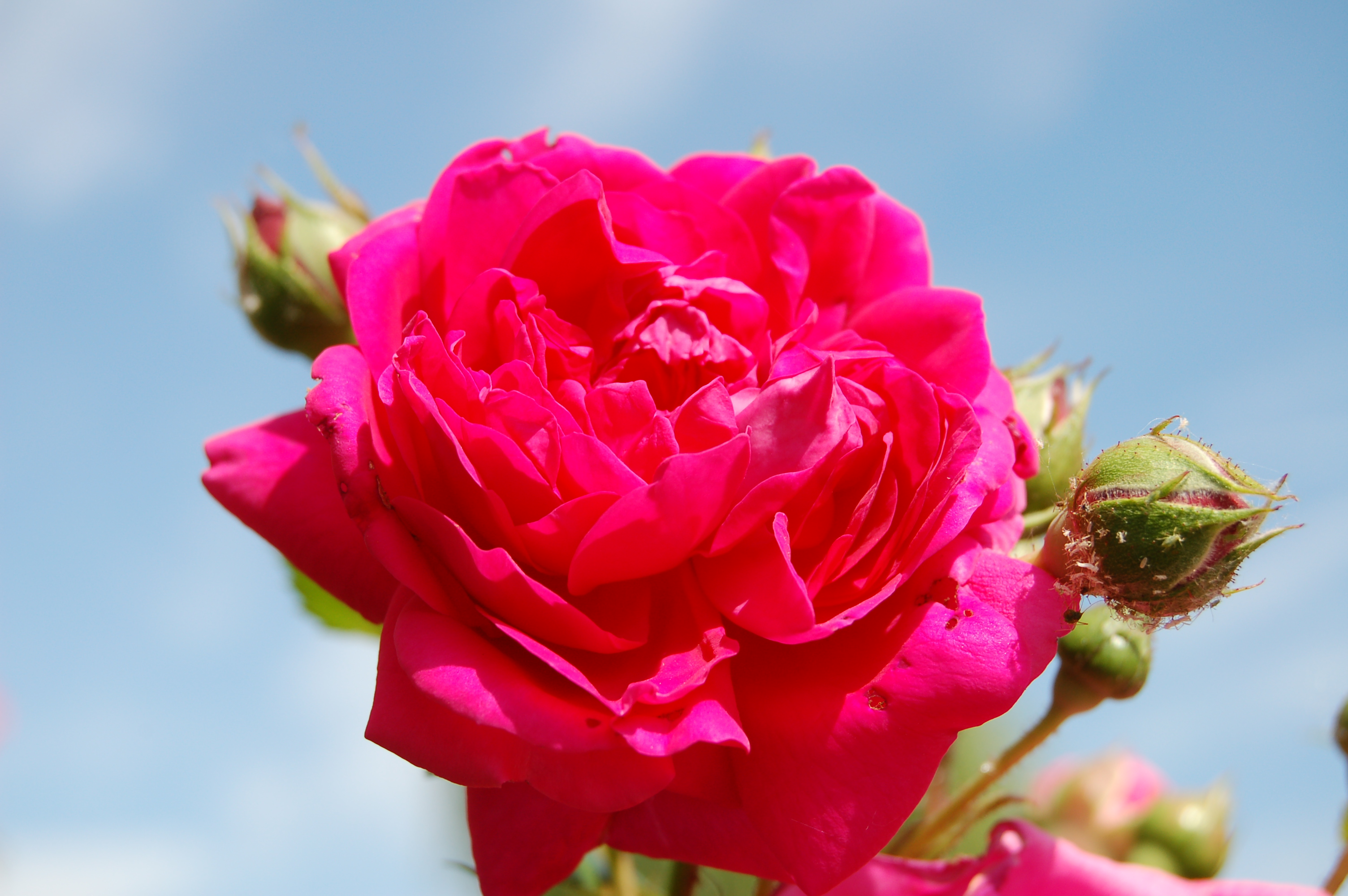
'Laguna', Kordes 2004. Rosa híbrido de cruce con ascendentes parentales de ('La Sevillana' x 'Sympathie') x planta de semillero.